# Petrus Gambacorta von Pisa

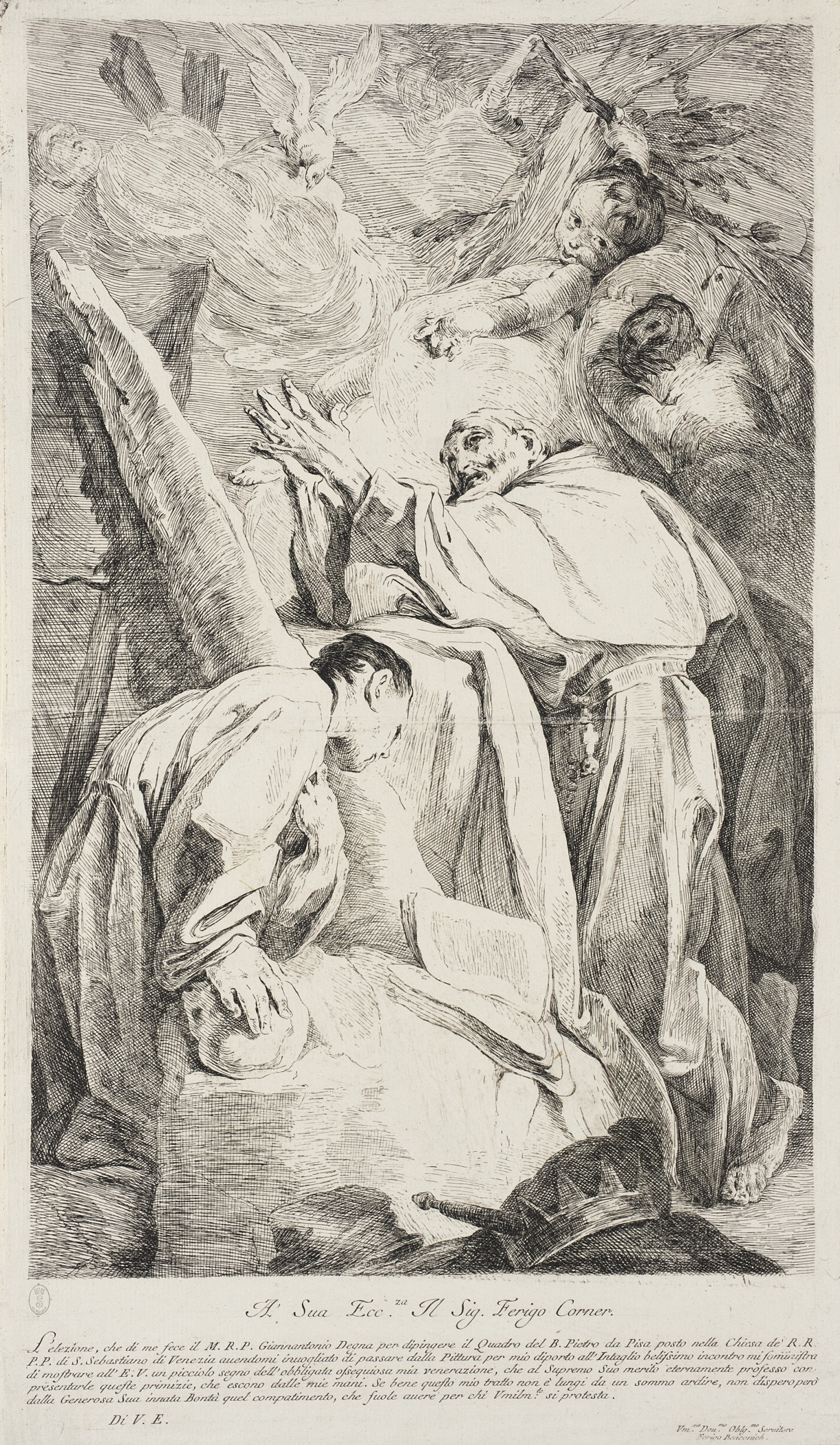
Entwurf von Federico Bencovich (1667–1753) für das Gemälde in der Kirche San Sebastiano in Venedig (im Los Angeles County Museum of Art)

Petrus Gambacorta (auch Pietro Gambacorta oder Petrus von Pisa; * um 1355 in Pisa; † 17. Juni 1435 in Venedig) war ein italienischer Eremit und Ordensgründer. Er wird in der römisch-katholischen Kirche als Seliger verehrt.

## Leben
Er stammte aus einer in Pisa stadtbekannten, einflussreichen Familie, zog sich aber nach 1369 als Einsiedler zurück und lebte so in der Nähe von Florenz, Camaldoli, Vallombrosa bei Reggello und Alverna. Zuletzt ließ er sich beim Kloster Montebello nahe Urbino in den Marken nieder, wo sich ihm weitere Eremiten anschlossen. Petrus gründete um 1380 den Orden der Eremiten des heiligen Hieronymus, dessen Mitglieder ein Leben in Armut und strenger Einsamkeit nach dem Vorbild des heiligen Hieronymus führten. Papst Urban VI. bestätigte ihm die Ordensregel und Papst Martin V. erkannte 1420 den Orden an.
Petrus starb 1435 auf einer Reise zu Ordensbrüdern in Venedig und wurde dort in der Ordenskirche San Girolamo beigesetzt. 1693 wurde er selig gesprochen, sein Gedenktag ist der 17. Juni.